# Ayibage Xiang
Ayibage Xiang (kinesiska: 阿依巴格乡, 阿依巴格) är en socken i Kina. Den ligger i den autonoma regionen Xinjiang, i den nordvästra delen av landet, omkring 690 kilometer sydväst om regionhuvudstaden Ürümqi. Antalet invånare är 28 730. Befolkningen består av 14 119 kvinnor och 14 611 män. Barn under 15 år utgör 26,0 %, vuxna 15-64 år 68 %, och äldre över 65 år 4,0 %.
Genomsnittlig årsnederbörd är 144 millimeter. Den regnigaste månaden är juli, med i genomsnitt 33 mm nederbörd, och den torraste är april, med 3 mm nederbörd.